# Флоридская ондатра
Флоридская ондатра (лат. Neofiber alleni) — вид некорнезубых полёвок из семейства Cricetidae, иногда его также называют флоридской водяной полёвкой. Единственный вид в роде Neofiber, составляет отдельную трибу подсемейства Полёвковых — Neofibrini. Встречается только на юго-востоке США, где с большой популяционной плотностью заселяет водно-болотные угодья.

## Описание
Флоридская ондатра — полуводный и ночной вид, обитающий на юго-востоке США. Для флоридских ондатр характерен ограниченный половой диморфизм: взрослые самки весят в среднем 262 грамма, а взрослые самцы — немного тяжелее, в среднем 279 граммов. Флоридская ондатра кормится водными растениями, растущими над поверхностью воды, включая их стебли, семена и корни. Наиболее серьёзными хищниками флоридской ондатры являются американские луни (Circus hudsonius) и сипухи. Но самая большая убыль от хищничества наблюдается, когда флоридские ондатры вынуждены покидать типичные места обитания в результате наводнений. Новорожденные флоридские ондатры серого или пепельно-серого цвета. Шерсть взрослых особей коричневая на спине с более светлым мехом на брюхе. Это изменение цвета шерсти является результатом линьки молодняка (от 7 до 30 дней после родов) и вторичной линьки у полувзрослых зверьков (от 35 до 50 дней после родов). Регулярная линька у флоридской ондатры протекает в течение всего года, но интенсифицируется осенью.

## Распространение и структура ареала
N.a.alleni
 N.a.apalachicolae
 N.a.exoristus
 N.a.nigrescens
 N.a.struix
Эта ондатра встречается на большей части Флориды и в юго-восточной Джорджии. Современный ареал флоридской ондатры согласуется с ископаемыми находками, обнаруженными в нескольких местах Флориды в поздне-плейстоценовых отложениях. Это также согласуется с ареалом ондатры (Ondatra zibethicus), которой нет в районах обитания флоридской ондатры, так как последней уже занята их общая экологическая ниша. Плотность популяции флоридской ондатры составляет в среднем от 250 до 300 особей на гектар водно-болотных угодий.

## Места обитания
Предпочитает крупные высококачественные водно-болотные угодья Флориды и юго-востока Джорджии с хорошо связанными участками. Территории, испытывающие высокую нагрузку выпаса скота, заселяет с меньшей вероятностью, так как в таких в местах обитания выпас угнетающе воздействует на растения водно-болотных угодий, потребляемые флоридскими ондатрами. Флоридские ондатры в пределах своего индивидуального участка перемещаются между 10—15 временными убежищами. Они живут немного выше уровня воды в водно-болотных угодьях. Их убежище является «хаткой», расположенной среди густой растительности и построенной из растительных материалов. Эти ондатры кормятся на «кормовых столиках» (платформах из растительности), расположенных над уровнем воды. Отмечалось, что флоридские ондатры могут вести себя как социальные млекопитающие, но при этом было высказано предположение, что они могут жить в группами только тогда, когда возникает острая нехватка подходящих местообитаний для расселения.